# 557 v.Chr.
Het jaar 557 v.Chr. is een jaartal volgens de christelijke jaartelling.

## Gebeurtenissen

### China
- Het koninkrijk Jin verslaat Qin.

### India
- Vardhamana Mahavira, de stichter van het jaïnisme de Verlichting.